# Hubert Schwarz
Hubert Schwarz, född 13 september 1960 i Oberaudorf i Oberbayern, är en tysk tidigare backhoppare och utövare av nordisk kombination som tävlade internationellt för Västtyskland under 1980-talet. Han representerade WSV Oberaudorf.

## Karriär
Hubert Schwarz startade sin internationella idrottskarriär i tysk-österrikiska backhopparveckan säsongen 1977/1978. Han blev nummer 21 i öppningstävlingen på hemmaplan i Schattenbergbacken i Oberstdorf. Han tävlade även i backhopparveckan säsongen 1978/1979, utan större framgång. Hubert Schwarz hoppade i tre deltävlingar i världscupen i backhoppning. Som bäst blev han nummer 11 i Oberstdorf 30 december 1980.
Schwarz deltog i junior-VM i nordisk kombination 1979 i Mte. St. Anne i Kanada och i 1980 Örnsköldsvik i Sverige. Han vann en bronsmedalj i mästerskapen i Kanada och blev juniorvärldsmästare i Örnsköldsvik.
I olympiska spelen 1980 i Lake Placid i USA tävlade Hubert Schwarz båda i backhoppning och i nordisk kombination. I backhoppningen blev han nummer 25 i normalbacken och 41 i stora backen i MacKenzie Intervale Ski Jumping Complex. I nordisk kombination blev han nummer nio i en tävling som vanns av Ulrich Wehling från DDR.
Hubert Schwarz debuterade i världscupen i nordisk kombination i Oberwiesenthal i dåvarande Östtyskland 29 december 1983. Han slutade på 11:e plats i sin första världscuptävling i nordisk kombination. Hubert Schwarz blev nummer 7 totalt i världscupen säsongen 1983/1984, vilket var första gången världscupen i nordisk kombination arrangerades. I säsongen 1985/1986 blev Schwarz nummer fem totalt och i säsongen 1986/1987 nummer fyra, vilket blev hans bästa resultat i karriären.
Skid-VM 1984 bestod av lagtävlingar med backhoppning i Engelberg, Schweiz och nordisk kombination i Rovaniemi, Finland, eftersom grenarna inte fanns med vid olympiska vinterspelen 1984 i Sarajevo i det dåvarande Jugoslavien. Hubert Schwarz deltog i nordisk kombination och slutade på en femte plats. Under Skid-VM 1985 i Seefeld in Tirol i Österrike deltog Schwarz i det Västtyska lag (Thomas Müller, Hubert Schwarz och Hermann Weinbuch) som vann guldmedaljen, före Norge och Finland.
Under olympiska spelen 1988 i Calgary i Kanada startade Hubert Schwarz båda i den individuella tävlingen och i lagtävlingen. Individuellt blev han nummer 13, men i lagtävlingen blev han olympisk mästare tillsammans med Thomas Müller och Hans-Peter Pohl. 
Hubert Schwarz avslutade sin aktiva idrottskarriär 1989. Efter avslutad aktiv idrottskarriär har Schwarz varit verksam inom Tyska Skidförbundet (Deutscher Ski-Verband).